# باکره (آلبوم لرد)
باکره (انگلیسی: Virgin) چهارمین آلبوم استودیویی خواننده-ترانه‌سرای نیوزیلندی لرد است. این آلبوم در ۲۷ ژوئن ۲۰۲۵ توسط یونیورسال میوزیک نیوزیلند و ریپابلیک رکوردز منتشر شد. پیش از انتشار آلبوم، تک‌آهنگ‌های «اون چی بود»، «مرد سال» و «چکش» منتشر شدند. این آلبوم پس از انتشار با نقدهای عمدتاً مثبتی روبه‌رو شد. لرد برای این آلبوم تور جهانی اولتراسوند را از سپتامبر ۲۰۲۵ تا فوریه ۲۰۲۶ برگزار می‌کند.

## زمینه و انتشار
پس از انتشار سومین آلبوم استودیویی خود به نام سولار پاور (۲۰۲۱)، لرد تنها به‌طور پراکنده به‌روزرسانی‌هایی ارائه داد و اشاره‌هایی به حضورش در استودیو ضبط داشت. در فوریه ۲۰۲۳، او به Ensemble Magazine گفت که کار بر روی چهارمین آلبوم استودیویی‌اش را آغاز کرده و اشاره کرد که این فرایند مدت زمان زیادی خواهد برد. در ژوئیه ۲۰۲۴، لرد یک کلیپ کوتاه از موسیقی جدیدش را در استوری‌های اینستاگرام خود به اشتراک گذاشت. در ماه بعد، تأیید شد که او با موسیقی‌دان آمریکایی، جیم-ئی استک، برای ساخت این آلبوم همکاری کرده است.

## فهرست قطعات
| شماره      | نام                              | نویسنده(ها) | تهیه‌کننده(ها)                           | مدت   |
| ---------- | -------------------------------- | --- | --------------------------------------- | ----- |
| ۱.         | «چکش»                            | الا ماریا لانی یلیچ-اوکانر جیمز هارمون استک                                                                             | لرد جیم-ئی استک بادی راس ( add. )       | ۳:۱۳  |
| ۲.         | «اون چی بود»                     | یلیچ-اوکانر استک | لرد جیم-ئی استک دنیل نیگرو              | ۳:۲۹  |
| ۳.         | «هزارچهره»                       | یلیچ-اوکانر استک اندرو ایجد راب موس ( arr. )                                                                            | لرد جیم-ئی استک                         | ۴:۱۷  |
| ۴.         | «مرد سال»                        | یلیچ-اوکانر استک | لرد جیم-ئی استک                         | ۳:۰۰  |
| ۵.         | «دختر مورد علاقه»                | یلیچ-اوکانر استک | لرد جیم-ئی استک                         | ۳:۲۸  |
| ۶.         | «مسائل فعلی»                     | یلیچ-اوکانر فابیانا پالادینو لوئیس آنتونی گراندیسون ( sam. ) کریگ هریسینگ ( sam. ) دیوید هریسینگ ( sam. )               | لرد جیم-ئی استک                         | ۳:۱۸  |
| ۷.         | «آبی روشن»                       | یلیچ-اوکانر استک | لرد جیم-ئی استک                         | ۱:۵۷  |
| ۸.         | «با من آماده شو»                 | یلیچ-اوکانر استک | لرد جیم-ئی استک بادی راس                | ۲:۳۵  |
| ۹.         | «شیشه شکسته»                     | یلیچ-اوکانر استک نیگرو                                                                                                  | لرد جیم-ئی استک نیگرو ( add. )          | ۳:۱۴  |
| ۱۰.        | «اگر او الان مرا می‌توانست ببیند» | یلیچ-اوکانر پالادینو استک ویلیام دی‌سرافینو رونالد ری برایانت ( sam. ) فرانسیسکو خاویر باتیستا جونیور ( sam. ) ناتان پرز | لرد جیم-ئی استک ساچی دی‌سرافینو ( add. ) | ۲:۵۶  |
| ۱۱.        | «دیوید»                          | یلیچ-اوکانر استک | لرد جیم-ئی استک                         | ۳:۲۴  |
| مجموع مدت: | مجموع مدت:                       | مجموع مدت: | مجموع مدت:                              | ۳۴:۵۱ |

## تاریخچه انتشار
| منطقه | تاریخ        | فرمت(ها)                        | ناشر               | منابع |
| ----- | ------------ | ------------------------------- | ------------------ | ----- |
| مختلف | ۲۷ ژوئن ۲۰۲۵ | سی‌دی ال‌پی دانلود دیجیتال استریم | یونیورسال نیوزیلند | [ ۴ ] |